# Ha-Tnu'a
Ha-Tnu'a (hebrejsky התנועה‎, doslova „Hnutí“) je izraelská politická strana vedená Cipi Livniovou. Založena byla 27. listopadu 2012 bývalými členy strany Kadima, jíž Livniová předsedala do března 2012. V předčasných parlamentních volbách v roce 2013 strana získala 6 poslaneckých mandátů.
Před předčasnými volbami do Knesetu roku 2015 dojednala 10. prosince 2014 předsedkyně strany Cipi Livniová alianci s Izraelskou stranou práce, nazvanou Sionistický tábor. V průzkumech voličských preferencí se nová aliance začala již během prosince 2014 umisťovat na prvním či druhém místě, přičemž dosud průzkumům vévodila pravice a strana Likud.

## Poslanci Knesetu
Strana měla k 7. prosinci 2012 celkem sedm poslanců v izraelském parlamentu, kteří byli ve volbách v roce 2009 zvoleni za Kadimu:
- Jo'el Chason
- Šlomo Mola
- Rachel Adato
- Robert Tiviajev
- Madžali Wahabi
- Orit Zu'arec
- Me'ir Šitrit

Tento počet zajišťoval straně státní příspěvek. V prosinci 2012 se k ní připojili také levicoví politici Amram Micna a Amir Perec.